# Omonimie
În lingvistică, omonimia se referă la un grup de cuvinte care au aceeași ortografie și pronunție, dar au sensuri diferite. Starea a două sau mai multe cuvinte de a fi identice sau cvasi-identice în aspect și pronunție se numește omonimie, iar cuvintele din această categorie se numesc omonime.
Omonimul este un cuvânt care are aceeași formă și aceeași pronunție cu alt cuvânt sau cu alte cuvinte, de care diferă ca sens și ca origine.
| Termen     | Semnificație             | Ortografie                       | Pronunție           |
| ---------- | ------------------------ | -------------------------------- | ------------------- |
| Omonim     | Diferită                 | La fel                           | La fel              |
| Omograf    | Diferită                 | La fel                           | La fel ori diferită |
| Omofon     | Diferită                 | La fel sau diferită              | La fel              |
| Heteronim  | Diferită                 | La fel                           | Diferită            |
| Heterograf | Diferită                 | Diferită                         | La fel              |
| Polisemie  | Diferită dar apropiată   | La fel                           | La fel ori diferită |
| Capitonim  | Diferită la capitalizare | La fel cu excepția capitalizării | La fel ori diferită |

## Etimologie
Cuvântul „omonim” provine din limba greacă veche, fiind un cuvânt compus pentru a cărui construcție s-au folosit prefixul homo (ὁμο), desemnând „la fel”, și sufixul ṓnymos (ώνυμος), însemnând „nume”. Se poate referi la două sau mai multe concepte lingvistice, care se desemnează „același nume”. Termenul este, ca atare, ambiguu și necesită dezambiguizare.
Ambiguitatea termenului de omonimie poate fi clarificată urmărind tabelul alăturat în care omonimia, omografia, omofonia, heteronimia, heterografia, polisemia și capitonimia sunt explicate separat, prin diferențiere, într-o modalitate cuantificată.
Deloc surprinzător, pot exista neclarități sau ambiguități chiar în cazul unor surse considerate „sigure”.

## Definiții
Intrarea pentru „omonime” în Enciclopedia Britanica (ediția a 14-a) spune că „omonimele sunt cuvinte scrise la fel dar cu sens total diferit și că omonimele sunt cuvinte asemănătoare ca pronunție din cauza accentului”. Pe de altă parte, omonimele sunt definite în Dicționarul Oxford al limbii engleze (ediția a doua) ca „un cuvânt cu aceeași scriere ca altul, dar cu origine și înțeles diferite.”

## Exemple
Omonimele se pot clasifica astfel:
- Omonime lexicale - aceeași clasă morfologică, sens diferit:
  - broască - substantiv, cu sensul de amfibian;
  - broască - substantiv, cu sensul de mecanism.

- Omonime gramaticale - același sens, aceeași parte de vorbire, dar persoane diferite:
  - vin - verb, timpul prezent, persoana I, numărul singular;
  - vin - verb, timpul prezent, persoana a III-a, numărul plural.

- Omonime lexico-gramaticale - clasă morfologică diferită, sens diferit:
  - sare - substantiv, cu sensul de aliment;
  - sare - verb, cu sensul de a sări.

Similar, o „bancă”, o „bancă” de conturi și o „bancă” de schimb au în comun doar scrierea și pronunțarea, dar nu și înțelesul.